# Gaz pauvre
Pour un article plus général, voir Gaz à l'eau.
Le gaz pauvre est produit par combustion incomplète du charbon.

## Production
Si du carbone se consume avec trop peu d’oxygène, la réaction suivante se produit :
O2 + 2 C ⇒ 2 CO
Le monoxyde de carbone (CO) étant particulièrement toxique pour tous les êtres vivants.
Si la source d'oxygène est l'air, ce gaz contient une grande proportion d'azote, ce qui nuit à ses propriétés énergétiques.  Si la température est très élevée il y a production de NOx, gaz irritant pour les poumons des êtres vivants.

## Utilisation
Pendant la Seconde Guerre mondiale les gazogènes généraient un gaz pauvre, à partir de la combustion incomplète de charbon de bois, formé essentiellement de monoxyde de carbone et servant de carburant aux automobiles en le faisant brûler, avec de l'air, dans les cylindres.

## Exemples
Un exemple de gaz pauvre est le gaz de haut fourneau. Sur les sites sidérurgiques, pour augmenter sa température de flamme, ce gaz est souvent enrichi avec un « gaz riche », comme le gaz naturel, le gaz de convertisseur ou le gaz de houille (c'est-à-dire de cokerie) :
« On juge la qualité d'un gaz à la température de flamme qu'il est capable d'atteindre, brûlé dans une enceinte isolée[…]. Ainsi, les gaz qui, brûlés en air froid juste nécessaire, fournissent des températures de flamme voisines de 1 800 à 2 200 °C sont appelés « gaz riches » : c'est le cas des gaz de cokerie, d'aciérie, naturel. Ils sont capables de réchauffer, par exemple, des brames à 1 250 °C… Le gaz de haut fourneau, lui, a une température de flamme de 1 100 à 1 200 °C ; il serait bien incapable de cette performance : on l'appelle « gaz pauvre ». »
— J. Corbion, Le savoir...fer : glossaire du haut fourneau